# キル
『キル』は、野田秀樹の作による劇作品。1994年に企画製作会社NODA・MAPの第1回公演として、野田の演出によりシアターコクーンにて初演された。ジンギスカンの戦いとファッション界の競争を重ね合わせ、モンゴルの草原の洋服屋に生まれて自らのファッションブランド「蒼き狼」で世界制服を目指すテムジンの一生と、現代のモンゴルを訪れた観光客たちの姿が交錯しながら描かれていく。タイトルの「キル」は、「着る」、「生きる」、「kill」など様々な言葉とかけられている。キャストを変えて1997年、2007〜2008年にも再演された。

## 上演歴
- NODA・MAP 第1回公演
  - 1994年1月7日 - 2月27日：シアターコクーン
  - 1994年3月4日 - 3月13日：近鉄劇場
- NODA・MAP 第4回公演
  - 1997年7月3日 - 7月13日：近鉄劇場
  - 1997年7月18日 - 8月31日：シアターコクーン
- NODA・MAP 第13回公演
  - 2007年12月7日 - 2008年1月31日：シアターコクーン

## 各公演の配役
| 役名                            | 1994年       | 1997年     | 2007〜2008年 |
| ------------------------------- | ------------ | ---------- | ------------ |
| テムジン                        | 堤真一       | 堤真一     | 妻夫木聡     |
| シルク                          | 羽野晶紀     | 深津絵里   | 広末涼子     |
| 結髪（けっぱつ）                | 渡辺いっけい | 古田新太   | 勝村政信     |
| 人形                            | 鷲尾真知子   | 鷲尾真知子 | 高田聖子     |
| 案人ガイド/ヒツジ・デ・カルダン | 深沢敦       | 深沢敦     | 市川しんぺー |
| 旅人ポロロン                    | 山西惇       | 手塚とおる | 中山祐一朗   |
| J・J                            | 西牟田恵     | 西牟田恵   | 村岡希美     |
| フリフリ                        | 苅部園子     | 猫背椿     | 山田まりや   |
| イマダ/蒼い狼                   | 小田豊       | 辻萬長     | 小林勝也     |
| トワ                            | 新橋耐子     | 高畑淳子   | 高橋惠子     |
| バンリ/真人バンリ               | 野田秀樹     | 野田秀樹   | 野田秀樹     |

## スタッフ（初演）
- 作・演出：野田秀樹
- 美術：堀尾幸男
- 照明：服部基
- 衣裳：内藤こづえ
- 選曲・効果：高都幸男
- 振付：謝珠栄
- 技術監督：眞野純
- 舞台監督：小林清孝
- プロデューサー：北村明子

## 書籍
- キル（1995年、新潮社）ISBN 4103405104
- 解散後全劇作（1998年、新潮社）ISBN 4103405112